# Jean-Pierre Velly
Pour les articles homonymes, voir Velly.
Jean-Pierre Velly, né le 14 septembre 1943 à Audierne (Finistère) et mort le 26 mai 1990 à Trevignano Romano (Italie), est un dessinateur, graveur et peintre français.

## Biographie
À partir de 1959, Jean-Pierre Velly suit les cours de l'école des beaux-arts de Toulon dans les ateliers d'Henri Olive Tamari, Eugène Baboulène et Henri Pertus. Après un passage à l'École des arts appliqués de Paris, il concourt au diplôme national de gravure.
Il intègre l'École nationale supérieure des beaux-arts de Paris en 1965 et entre à l'atelier de Robert Cami. Il y rencontre François Lunven — avec qui il gravera à l'atelier Lacourière-Frélaut — ainsi que Mordecaï Moreh et Philippe Mohlitz. Il remporte le concours national de gravure (le grand prix de Rome de taille douce) en 1966 avec son burin de La Clef des Songes.

### Installation en Italie
Velly épouse Rosa Estadella Garcia et s'installe à la villa Médicis, siège de l'Académie de France à Rome, en janvier 1967, alors dirigée par Balthus. Il y séjournera 40 mois. Son fils Arthur naît en 1967.
Il produira une série de gravures exécutées au burin et à l'eau forte dont la planche la plus célèbre est le Massacre des Innocents. À la suite d'une série de succès auprès de galeries italiennes et suisses, au lieu de rentrer en France comme la grande majorité des pensionnaires — l'École polytechnique lui offre un poste convoité — il préfère de rester en Italie. Il s'installe bientôt à Formello à quelque 25 kilomètres de Rome.

### Le dessin
À partir de 1971, Velly se consacre de plus en plus au dessin, essentiellement exécuté à la pointe d'argent. Il expose dorénavant en exclusivité avec la Galleria Don Chisciotte à Rome. En 1976, il entame une série de dessins aquarellés, Velly pour Corbière, en hommage au poète breton Tristan Corbière, dont un volume est publié en 1978.

### L'œuvre gravé
Puis, en 1980 sort le catalogue de l'œuvre gravé, compilé par Didier Bodart et préfacé par Mario Praz, qui contient 80 planches. C'est aussi l'année de la publication de l'album Bestiaire perdu, une série d'aquarelles sur le thème des animaux honnis par l'homme (chouettes, scorpions, rats, insectes…).
Les grands collectionneurs italiens comme Pietro Barilla, Carlo De Benedetti, Vittorio Olcese ou encore Ottaviano Del Turco acquièrent des œuvres de Velly[réf. nécessaire].

### Thématique
Velly peint des vases de fleurs, proche de la sensibilité d'Odilon Redon ; il dessine des autoportraits ainsi que des arbres et des nus féminins d'une grande sensibilité.
Les expositions se multiplient (FIAC 1982 ; galerie Gianferrari, Milan 1983 ; Galleria San Severina, Parme, 1988). Les préfaces des catalogues sont écrits par Alberto Moravia, Leonardo Sciascia, Vittorio Sgarbi, Jean Leymarie, qui témoignent de leur enthousiasme pour cette œuvre en dehors de la modernité.

### Une carrière interrompue
Le 26 mai 1990, lors d'une banale promenade en bateau, Jean-Pierre Velly tombe à l'eau et disparaît dans le lac de Bracciano ; on ne retrouvera jamais son corps.
Son œuvre est moins connu en France qu'il ne l'est en Italie, où il est considéré comme un grand artiste, maintes fois célébré.[réf. nécessaire]

## Expositions posthumes ou rétrospectives
- 1993 : la villa Médicis et son directeur de l'époque, Jean-Marie Drot, organisent une importante rétrospective.
- 2003 : le musée d'art Roger-Quilliot de Clermont-Ferrand expose la totalité de l'œuvre gravé.
- 2007 : la fondation Il Bisonte de Florence[4] organise une exposition soulignant les rapports de l'artiste avec la mélancolie.
- 2009 : le Panorama Museum[5] de Bad Frankenhausen organise une importante rétrospective ; publication d'un catalogue.
- 2012 : « Les Visionnaires » au Panorama Museum de Bad Frankenhausen, 14 graveurs français[6] ; publication d'un catalogue.
- 2016 : « L'Ombre, la Lumière »[7], exposition rétrospective, Palazzo Poli, Rome.